# The Ostrich
The Ostrich war das erste deutsche Punk-Fanzine. Gegründet wurde es Anfang 1977 in Düsseldorf von Franz Bielmeier (später Gitarrist von Charley’s Girls und Mittagspause) und dessen Schulfreund Ramon Luis (Gitarrist von Charley's Girls, TV Eyes, Bassist von Aqua Velva).
Das Fanzine beschäftigte sich zum einen mit der neu aufkommenden Punkwelle, die gerade von Großbritannien nach Deutschland schwappte, mit umliegender Musik, sowie mit dem Brechen bürgerlicher Moralvorstellungen. Inspiriert von dem britischen Punk-Fanzine Sniffin’ Glue und dem derben Humor der Satirezeitschrift MAD setzte der Ostrich auf Schockelemente wie Leserbeschimpfung, provokante Symbolik und hässliche Ästhetik. Neben dem Anspruch, etwas völlig Neues und Tabubrechendes zu kreieren, war das Ziel, über das Fanzine Gleichgesinnte zu finden. So spielte der Ostrich in der Anfangszeit eine wichtige Rolle in der aufkeimenden Punkszene, sowohl als Kommunikationsplattform und Inspiration für andere Punks, als auch als eine Art Sprachrohr der Düsseldorfer Szene rund um den Ratinger Hof. Unter anderem entstand aus dem Ostrich die Band Charley’s Girls.
Der Ostrich begann im März 1977 mit einer Auflage von nur 50 Exemplaren, steigerte sich aber rasch auf eine Auflage von 300 Heften pro Ausgabe. Insgesamt kam der Ostrich auf 11 Ausgaben, die heute nur noch schwer aufzutreiben sind. Mitarbeiter des Hefts waren unter anderem Peter Hein (auch Charley's Girls, Mittagspause, Fehlfarben), Ralf Dörper (später S.Y.P.H., Die Krupps) und Gabi Delgado (später DAF).